# Boophis popi
Espèce
Statut de conservation UICN

 VU B1ab(iii) : Vulnérable
Boophis popi est une espèce d'amphibiens de la famille des Mantellidae.

## Répartition
Cette espèce est endémique de Madagascar. Elle se rencontre de 1 000 à 1 500 m d'altitude dans les montagnes centrales à Tsinjoarivo, à Antoetra, à Ranomafana et à Andringitra.

## Description
Le mâle holotype mesure 35,0 mm de longueur totale. Les 13 spécimens observés lors de la description originale mesurent entre 28,4 mm et 47,2 mm de longueur totale.

## Étymologie
Cette espèce est nommée en l'honneur de l'entreprise pop-interactive GmbH, en reconnaissance de leur implication dans la recherche et la protection de la biodiversité au travers de l'initiative BIOPAT.

## Publication originale
- Köhler, Glaw, Rosa, Gehring, Pabijan, Andreone & Vences, 2011 : Two new bright-eyed treefrogs of the genus Boophis from Madagascar. Salamandra, vol. 47, p. 207-221 (texte intégral).